# 塞赫姆卡拉
塞赫姆卡拉（英語：Sekhemkare），埃及第十三王朝法老。据《都灵王表》记载，他在位6年。他统治时期的一座纪念碑上的几块被保存下来。他的名字还刻在尼罗河第二瀑布地区的努比亚尤龙纳尔提（Uronarti）要塞封印上。